# Backwaxed
Backwaxed è una compilation del gruppo musicale heavy metal canadese Anvil, pubblicato nel 1985 dalla Attic Records.

## Il disco
Composto da una prima parte di inediti e da una seconda di brani già presenti nei loro album precedentemente pubblicati, le prime cinque appartenenti comunque alle sessioni di registrazione dei primi tre album in studio della band.

## Tracce
1. Back Waxed – 3:45
2. Steamin' – 3:36
3. Pussy Poison (instrumental) – 2:38
4. You're a Liar – 4:52
5. Fryin' Cryin' – 3:04
6. Metal on Metal – 3:54
7. Butter-Bust Jerky – 3:17
8. Scenery – 4:39
9. Jackhammer – 3:30
10. School Love – 3:15

## Formazione
- Steve "Lips" Kudlow – voce, chitarra
- Dave Allison – chitarra
- Ian Dickson – basso, cori
- Robb Reiner – batteria